# دوني مكينون
دوني مكينون (بالإنجليزية: Donnie McKinnon)‏ هو لاعب كرة قدم بريطاني في مركز الدفاع، ولد في 20 أغسطس 1940 في غلاسكو في المملكة المتحدة. لعب مع نادي بارتيك ثيسل.